# Foederati
Con la palabra latina foederatus (plural foederati) se denominaba en los primeros tiempos de la historia de la antigua República romana a cualquier otra tribu itálica que, habiendo suscrito un tratado (foedus), no era considerada colonia romana ni se le había concedido la ciudadanía romana, pero de la que se esperaba que proporcionara un contingente de soldados cuando Roma lo necesitara. Se consideraba a los latini aliados de sangre de los romanos, mientras que los demás itálicos eran, inicialmente, federados o socii. 

## Origen del término
Foederati procede de la palabra latina foedus, que designa un tratado solemne y vinculante de asistencia mutua a perpetuidad entre Roma y otra nación. Foederati o foederatae civitates designaba a los pueblos o ciudades vinculados a Roma por este tratado. Antes de la fundación de Roma, se había creado en el Lacio una confederación de ciudades latinas con capital en Alba Longa, que tenían una lengua, religión y costumbres comunes. Los ciudadanos de cada una de las ciudades federadas gozaban de los mismos derechos y deberes:
- ius hospitalitatis (migrationis): el ciudadano federado tenía derecho a ser aceptado y respetado en todas las ciudades federadas, y en general disfrutaba los mismos derechos y deberes del ciudadano de esa ciudad, con excepción de casos particulares;
- ius commercii: todos los ciudadanos federados podían comerciar libremente y tenían derecho a la propiedad en cada ciudad federada como si fuera la suya;
- ius connubi: un ciudadano federado podía casarse con cualquier mujer de la federación y también disfrutar de la paternidad de su descendencia;
- ius reciperationis: si un ciudadano federado viera vulnerados sus derechos, podría invocar una reparación y la protección para el futuro

Si un ciudadano federado viera sus derechos heridos, podría invocar una reparación y la protección para el futuro.
Durante la República romana, el término se refería específicamente a los socii, pero durante el Imperio romano se usó para describir a estados extranjeros, reinos clientes o tribus bárbaras a las que el imperio brindaba beneficios a cambio de ayuda militar. El término se usó también, en particular bajo el imperio, para referirse a grupos de mercenarios «bárbaros» de diferentes tamaños a los que se les permitía por lo general asentarse dentro del imperio. 
A su vez, el testigo ha pasado a las lenguas romances actuales, en las voces federación y sus derivados, como, por ejemplo, federalismo.

## República
Durante la República romana, las fricciones originadas por las obligaciones subyacentes a estos tratados, sin los correspondientes beneficios de ciudadanía, condujeron a una guerra Social entre los romanos, con sus aliados itálicos más cercanos y estos socii, otros aliados itálicos desafectos.
Una ley del año 90 a. C., la Lex Julia, ofreció la ciudadanía romana a todos los socios itálicos, entre los que ya no tenían tal estatus, cuyas ciudades aceptaran una paz inmediata con Roma, pactando dentro de sus condiciones de convivencia, costumbres y marco legal. Obviamente que no todas las ciudades itálicas (por ejemplo, algunas poderosas polis italiotas de la Magna Grecia, como Heraclea, Crotona o Sibari) estuvieron preparadas al principio para incorporarse a la res publica en calidad de ciudadanos romanos de pleno derecho; pero esto no impidió, apenas un año después, en 89 a. C., mediante la Lex Plautia Papiria, que se otorgase la ciudadanía romana a todos los habitantes de Italia. Más adelante, y fuera de la península itálica, existieron algunos otros foederati, en este caso provinciales, como los de las ciudades de Gades, Ebusus y Massalia.

## Imperio

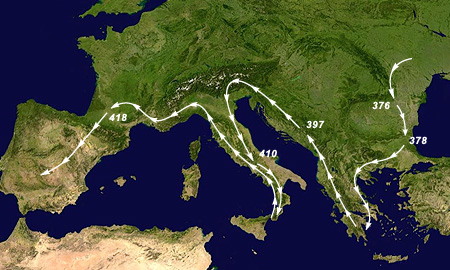
Principales migraciones de los visigodos.

Posteriormente, ya en la plenitud del Imperio romano, con el Edicto de Caracalla ya publicado, el término foederati se extendió por la costumbre romana de subvencionar y asimilar a las tribus bárbaras -que incluían a los attacotti, francos, vándalos, alanos, y los más conocidos, los visigodos- a cambio de que proporcionasen soldados para luchar en el ejército romano. Así, por ejemplo, Alarico I empezó su carrera acaudillando una banda de foederati godos.
Al principio, el subsidio romano se concedía en forma de dinero o de alimentos, pero cuando los ingresos por impuestos disminuyeron en los siglos IV y V, los foederati de los pueblos germánicos fueron emplazados en haciendas locales, lo que acabó siendo lo mismo que establecerse en territorio romano. Con el tiempo, los grandes terratenientes locales que vivían en provincias fronterizas distantes (marcas), en villae extensas y prácticamente autosuficientes, vieron su lealtad al poder central comprometida en estas situaciones. Entonces, cuando las lealtades empezaron a fraccionarse y a volverse más locales, el Imperio comenzó a desmenuzarse en territorios cada vez más pequeños.
En el año 376 los visigodos solicitaron al emperador Valente instalarse en la zona meridional del río Danubio y fueron aceptados en el imperio como foederati. Dos años más tarde, los visigodos se rebelaron y derrotaron a los romanos en la batalla de Adrianópolis. La elevada pérdida de mano de obra militar forzó al Imperio romano a confiar más en los foederati.
Para el siglo V, la fuerza militar romana se basaba casi totalmente en unidades de foederati. En 457, el huno Atila solo pudo ser derrotado con la ayuda de los foederati, que incluían a visigodos y alanos. Los foederati dieron el golpe de gracia a la pars occidentalis del Imperio en el año 476, cuando su caudillo Odoacro depuso a Rómulo Augústulo, permitiendo la reunificación del Imperio bajo la figura de Zenón.